# Sphaeronemoura
Sphaeronemoura is een geslacht van steenvliegen uit de familie beeksteenvliegen (Nemouridae). De wetenschappelijke naam van het geslacht is voor het eerst geldig gepubliceerd in 2001 door Shimizu & Sivec.

## Soorten
Sphaeronemoura omvat de volgende soorten:
- Sphaeronemoura elephas (Zwick, 1974)
- Sphaeronemoura formosana Shimizu & Sivec, 2001
- Sphaeronemoura hamistyla (Wu, 1962)
- Sphaeronemoura inthanonica Shimizu & Sivec, 2001
- Sphaeronemoura malickyi Sivec & Stark, 2010
- Sphaeronemoura paraproctalis (Aubert, 1967)
- Sphaeronemoura plutonis (Banks, 1937)
- Sphaeronemoura poda Sivec & Stark, 2010
- Sphaeronemoura shimizui Sivec & Stark, 2010
- Sphaeronemoura songshana Li & Yang, 2009
- Sphaeronemoura spinacercia Sivec & Stark, 2010